# 5유로센트 주화
5유로센트 주화(€0.05)는 유로 주화 가운데 하나로 0.05유로에 달하는 액면 가치를 가진 주화이다. 5유로센트 주화는 343,000,000명에 달하는 유럽인들이 사용하는 유로존 소속 유럽 24개국의 통화인 유로 주화 가운데 하나이기도 하다. 무게는 3.92g, 지름은 21.25mm, 두께는 1.67mm이며 원 모양을 띠고 있다. 재질은 구리 도금 강철(강철 94.35%, 구리 5.65%)이고 테두리는 평면을 띠고 있다.
1999년에 디자인되어 2002년부터 발행되었으며 뤼크 라위크스가 디자인을 맡았다. 주화 뒷면에는 유럽을 중심으로 한 지구본이 그려져 있으며 지구본 옆에는 로마자로 표기한 "5 EURO CENT"(5유로센트)가 새겨져 있다. 주화 앞면에는 발행 국가마다 서로 다른 주화 디자인이 그려져 있고 공통적으로는 12개의 별, 발행 연도가 새겨져 있다.

## 발행 국가별 주화 앞면 디자인
| 발행 국가별 유로 주화   | 디자인 소재                                                                |
| ----------------------- | -------------------------------------------------------------------------- |
| 그리스의 유로 주화      | 현대 유조선 (2002년 ~ 현재)                                                |
| 네덜란드의 유로 주화    | 베아트릭스 여왕의 초상화 (2002년 ~ 2013년)                                 |
| 네덜란드의 유로 주화    | 빌럼알렉산더르 국왕의 초상화 (2014년 ~ 현재)                               |
| 독일의 유로 주화        | 참나무 가지 (2002년 ~ 현재)                                                |
| 라트비아의 유로 주화    | 라트비아의 소형 국장 (2014년 ~ 현재)                                       |
| 룩셈부르크의 유로 주화  | 앙리 대공의 초상화 (2002년 ~ 현재)                                         |
| 리투아니아의 유로 주화  | 리투아니아의 국장 (2015년 ~ 현재)                                          |
| 모나코의 유로 주화      | 모나코의 국장 (2002년 ~ 현재)                                              |
| 몰타의 유로 주화        | 므나이드라 사원 (2008년 ~ 현재)                                            |
| 바티칸 시국의 유로 주화 | 교황 요한 바오로 2세의 초상화 (2002년 ~ 2005년)                            |
| 바티칸 시국의 유로 주화 | 교황청 회계국의 문장과 교황 궁무처장의 문장 (2005년 ~ 2006년)              |
| 바티칸 시국의 유로 주화 | 교황 베네딕토 16세의 초상화 (2006년 ~ 2013년)                              |
| 바티칸 시국의 유로 주화 | 교황 프란치스코의 초상화 (2014년 ~ 2016년)                                 |
| 바티칸 시국의 유로 주화 | 교황 프란치스코의 문장 (2017년 ~ 2025년)                                   |
| 바티칸 시국의 유로 주화 | 교황 레오 14세와 관련된 디자인 (2026년(예상) ~ )                           |
| 벨기에의 유로 주화      | 알베르 2세 국왕의 초상화와 모노그램 (2002년 ~ 2013년)                      |
| 벨기에의 유로 주화      | 필리프 국왕의 초상화와 모노그램(2014년 ~ 현재)                             |
| 불가리아의 유로 주화    | 마다라 기사상 (2026년(예정) ~ 현재)                                        |
| 산마리노의 유로 주화    | 프리마 토레 (2002년 ~ 2016년)                                              |
| 산마리노의 유로 주화    | 산 퀴리노 교회 (2017년 ~ 현재)                                             |
| 스페인의 유로 주화      | 산티아고데콤포스텔라 대성당 (2002년 ~ 현재)                                |
| 슬로바키아의 유로 주화  | 타트리산맥의 크리반봉 (2009년 ~ 현재)                                      |
| 슬로베니아의 유로 주화  | 이반 그로하르의 그림 《씨 뿌리는 남자》가 별을 뿌리는 모습 (2007년 ~ 현재) |
| 아일랜드의 유로 주화    | 하프 (2002년 ~ 현재)                                                       |
| 안도라의 유로 주화      | 피레네산양 (2015년 ~ 현재)                                                 |
| 에스토니아의 유로 주화  | 에스토니아 지도 (2011년 ~ 현재)                                            |
| 오스트리아의 유로 주화  | 앵초 (2002년 ~ 현재)                                                       |
| 이탈리아의 유로 주화    | 로마의 콜로세움 (2002년 ~ 현재)                                            |
| 크로아티아의 유로 주화  | 글라골 문자로 쓴 "HR" (2023년 ~ 현재)                                      |
| 키프로스의 유로 주화    | 무플런 (2008년 ~ 현재)                                                     |
| 포르투갈의 유로 주화    | 1134년에 사용된 포르투갈의 왕실 직인 (2002년 ~ 현재)                       |
| 프랑스의 유로 주화      | 마리안 (2002년 ~ 현재)                                                     |
| 핀란드의 유로 주화      | 핀란드의 국장 (2002년 ~ 현재)                                              |